# 斯捷帕尼夫卡 (薩赫諾夫希納區)
49°4′6″N 35°59′39″E / 49.06833°N 35.99417°E
斯捷帕尼夫卡（烏克蘭語：Степанівка），是烏克蘭東部的村莊，隸屬哈爾科夫州的別列斯京區。該村始建於1875年，面積0.16平方公里，海拔高度114米，2001年人口47，人口密度每平方公里293.8人。